# Irina Timofiejewa
Irina Nikołajewna Timofiejewa (ros. Ирина Николаевна Тимофеева, ur. 5 kwietnia 1970) – rosyjska lekkoatletka specjalizująca się w biegach maratonowych i biegach długodystansowych.

## Osiągnięcia
| Rok  | Impreza              | Miejsce   | Konkurencja     | Lokata      | Wynik   |
| ---- | -------------------- | --------- | --------------- | ----------- | ------- |
| 1997 | Mistrzostwa świata   | Ateny     | bieg maratoński | 41. miejsce | 2:53:01 |
| 1998 | Mistrzostwa Europy   | Budapeszt | bieg maratoński | 18. miejsce | 2:34:44 |
| 2000 | Maraton chicagowski  | Chicago   | bieg maratoński | 3. miejsce  | 2:29:13 |
| 2001 | Mistrzostwa świata   | Edmonton  | półmaraton      | 11. miejsce | 2:30:48 |
| 2001 | Maraton w Tokio      | Tokio     | bieg maratoński | 2. miejsce  | 2:25:29 |
| 2002 | Mistrzostwa Europy   | Monachium | bieg maratoński | 13. miejsce | 2:40:11 |
| 2003 | Mistrzostwa Świata   | Paryż     | bieg maratoński | 40. miejsce | 2:38:06 |
| 2005 | Maraton w Bombaju    | Bombaj    | bieg maratoński | 3. miejsce  | 2:36:42 |
| 2005 | Maraton paryski      | Paryż     | bieg maratoński | 7. miejsce  | 2:30:11 |
| 2005 | Maraton singapurski  | Singapur  | bieg maratoński | 1. miejsce  | 2:34:37 |
| 2006 | Maraton paryski      | Paryż     | bieg maratoński | 1. miejsce  | 2:27:19 |
| 2006 | Maraton singapurski  | Singapur  | bieg maratoński | 2. miejsce  | 2:34:35 |
| 2007 | Maraton berliński    | Berlin    | bieg maratoński | 4. miejsce  | 2:26:54 |
| 2008 | Hamburg-Marathon     | Hamburg   | bieg maratoński | 1. miejsce  | 2:24:14 |
| 2008 | Igrzyska olimpijskie | Pekin     | bieg maratoński | 7. miejsce  | 2:27:31 |
| 2008 | Maraton szanghajski  | Szanghaj  | bieg maratoński | 1. miejsce  | 2:26:19 |
| 2009 | Maraton w Nagano     | Nagano    | bieg maratoński | 1. miejsce  | 2:30:07 |
| 2009 | Maraton szanghajski  | Szanghaj  | bieg maratoński | 4. miejsce  | 2:33:31 |
| 2010 | Mistrzostwa Europy   | Barcelona | bieg maratoński | 7. miejsce  | 2:35.53 |

Wielokrotna mistrzyni Rosji.

## Rekordy życiowe
- Bieg na 5000 metrów – 15:57,74
- Bieg na 10 000 metrów – 31:40,14
- Bieg na 10 kilometrów – 32:21
- Bieg na 20 kilometrów – 1:05:52
- Półmaraton – 1:09:29
- Bieg maratoński – 2:24:14